# Elegant Machinery
Elegant Machinery is een Zweedse synthpopband, die in 1988 opgericht werd en in 1989 zijn naam kreeg. De muziek van Elegant Machinery wordt getypeerd door oude analoge Synthesizer-Sounds die aan het geluid van de jaren 80 herinneren.

## Geschiedenis
1988 richtte Richard Jomshof (geb. Johansson) en Leslie Bayne een band op. Een jaar later kwam Robert Enforsen als leadzanger erbij. In 1989 werden met producent Jonas Warnebring de eerste demo's (waaronder Safety In Mind“ en „Little Sacrifice“) opgenomen. Geïnspireerd door het derde album van de band Data noemden ze de band niet zoals ze oorspronkelijk van plan waren Pole Position, maar Elegant Machinery.
In 1990 werd de eerste single „Safety in Mind“ met een oplage van 500 kopieën uitgegeven die binnen zeven dagen compleet verkocht waren. De eerste toer startte in 1991. In 1992 werd het eerste studioalbum „Degraded Faces“ opgenomen en later op het Zweedse label Energy Rekords uitgegeven. Van het album komt de single „Process“ die het als single tot op de vijfde plek van de Spaanse single charts haalde, wat een groot commercieel succes voor de band betekende. Album en single werden door de Spaanse platenfirma Bol Records uitgegeven. Sinds 1992 is ook Johan Malmgren permanent bandlid. In de zomer van 1993 namen ze het tweede studioalbum „Shattered Grounds“ op. Er volgde een succesvolle Duitsland tour gezamenlijk met de band S.P.O.C.K..
In 1994 verliet Leslie Bayne de band. Er werden enkele concerten in Duitsland en Hongarije gegeven, en de single „Watching You“ werd uitgebracht. In 1996 verscheen het derde album „Yesterday Man“, ditmaal geproduceerd door Anders Eliasson (vroeger bandlid van de band Page) gevolgd door een toer in 1997 door Duitsland en Zweden. Het album zal het bestverkochte album van de band worden. In 1998 toerde de band nogmaals door Duitsland. Samen met Eskil Simonsson (Covenant) wordt het album „A Decade of Thoughts“ opgenomen, een soort album van muzikale hoogtepunten. In Zweden komt de band enkele malen op tv voor optredens. De band krijgt in 1998 de prijs Best Live-Act 1997“ Van de SEMA (Swedish Alternative Music Awards)
Nog in hetzelfde jaar gaat de band bij de platenlabel weg en stopt de band vanwege onderlinge problemen.

## Reünie
Ondanks de officiële splitsing geeft de band nog enkele concerten. In 2005 besloot Elegant Machinery een comeback te maken. De band neemt in 2006 een album op, geeft optreden in Spanje en ook op het Wave-Gotik-Treffen in Leipzig. Er volgde een rij concerten in Mexico en er worden interviews gegeven voor magazines en de Mexicaanse televisie. In Duitsland speelde de band twee stukken van het nieuwe album, die nog verbeterd gaan worden en als demo gebruikt worden. In 2007 tekende de band een contract bij het Duitse Electrolabel Out of line Music. In 2008 wordt de eerste single na de reünie uitgebracht, Feel the Silence.

## Discografie

### Albums
- 1991: Degraded Faces
- 1993: Shattered Grounds
- 1996: Yesterday Man
- 1998: A Decade of Thoughts (Kompilation)

### Singles
- 1991: Safety in mind
- 1992: Process (5e plaats in Spanje)[1]
- 1993: Hard to handle (Plaats 40 in Zweden)
- 1994: Repressive thoughts
- 1995: Watching You
- 1996: Myself with you
- 1998: Fading away
- 1998: Words of wisdom
- 2008: Feel the Silence

### Video's
- 1999: Live At Virtual X-Mas 98
- 2005: Archive

### Andere producties
- 1991: My Secret Garden[2]
- 1996: To Cut A Long Story Short[3]